# Batalla de Mégara (1359)
La batalla de Mégara tuvo lugar en 1359 entre una alianza de los estados cristianos del sur de Grecia (el Despotado de Morea, el Principado de Acaya, los Caballeros Hospitalarios y la República de Venecia) y una flota de asalto turca. La batalla fue una victoria para los aliados.

## Antecedentes
Ante la creciente amenaza de las incursiones turcas en el mar Egeo, se formó una liga, probablemente por iniciativa de Manuel Cantacuceno, déspota de Morea. Estaba compuesta por los bizantinos de Morea, los bailíos del Principado de Acaya, Gualterio de Lor, la Signoria de la República de Venecia y los Caballeros Hospitalarios de Rodas.

## Batalla
Según la versión aragonesa de la Crónica de Morea, los aliados hicieron campaña en la Megáride, donde su armada, compuesta por barcos venecianos y hospitalarios (estos últimos bajo el preceptor de Cos, Ramón Berenguer), atacó una flota corsaria turca. Los aliados destruyeron 35 navíos turcos y obligó a los supervivientes a retirarse con su aliado catalán, Roger de Llúria, gobernante del Ducado de Atenas. La Crónica de Morea afirma que, tras la batalla, los contingentes terrestres de los participantes regresaron a casa, pero según la historia de Juan VI Cantacuceno, padre de Manuel, los aliados lanzaron una invasión de las posesiones beocias de Llúria.

## Fecha
En 1362, Roger de Llúria se vio envuelto en una disputa con el bailo veneciano de Negroponte, Pedro Gradenigo, que pronto desembocó en una guerra. Como resultado, a principios de 1363 permitió la entrada de mercenarios turcos en su capital, Tebas. Permanecieron allí hasta la firma de la paz con Venecia en julio de 1365. En consecuencia, la batalla se ha datado a menudo en el verano de 1364, pero estudiosos modernos han propuesto varias fechas entre 1357 y 1364. La datación de la batalla sigue siendo incierta, pero basándose en el bailío de Gualterio de Lor, lo más probable es que sea alrededor de  1359. Con la cronología revisada, es posible que los turcos con los que Llúria se alió fueran los supervivientes de Megara.